# Litteraturåret 1941

## Priser och utmärkelser
- Nobelpriset – Priset delades inte ut[1]
- De Nios Stora Pris – Olle Hedberg och Ivar Lo-Johansson
- Gustaf Frödings stipendium – Vilhelm Ekelund

## Nya böcker

### A – G
- Brandliljor, historisk roman av Moa Martinson
- De sju dödssynderna och andra dikter av Karin Boye (postumt)
- Den förlorade jaguaren av Harry Martinson
- Duktiga Annika av Elsa Beskow[2]
- En pojke med tur av Nils Hydén
- Escape from Freedom av Erich Fromm
- Fly till vatten och morgon av Thorsten Jonsson
- Färjesång av Gunnar Ekelöf
- Grupp Krilon av Eyvind Johnson

### H – N
- Jordproletärerna av Ivar Lo-Johansson
- Jämtländska sagor av Gustav Hedenvind-Eriksson
- Mord på ljusa dagen av Agatha Christie
- N eller M av Agatha Christie
- När kastanjerna blommade av Verner von Heidenstam

### O – Ö
- Pank och fågelfri av Josef Kjellgren
- Promenader av Gunnar Ekelöf
- Rid i natt! av Vilhelm Moberg
- Röde Orm (äventyrsberättelse Sjöfarare i västerled del 1) av Frans G Bengtsson
- Röster från Skansen av Hjalmar Gullberg
- Torntuppen av Jan Fridegård
- Väckarklocka av Elin Wägner
- Ynglingaresan av Erik Asklund

## Födda
- 3 januari – Robin Morgan, amerikansk feminist, författare och skådespelare.
- 23 januari – Agneta Uddenberg, svensk journalist och författare.
- 5 februari – Stephen J. Cannell, amerikansk manusförfattare och författare.
- 16 mars – Janne Lundström, svensk författare, kulturjournalist, översättare och illustratör.
- 10 april – Paul Theroux, amerikansk författare.
- 29 maj – Per Ragnar, svensk författare och skådespelare.
- 29 maj – Åke Svensson, svensk författare.
- 22 juni – Gösta Linderholm, svensk sångare, musiker, kompositör, textförfattare, konstnär.
- 6 juli – Torbjörn Säfve, svensk författare.
- 15 juli – Kjell Johansson, svensk författare.
- 4 oktober – Anne Rice, amerikansk författare.
- 24 november – Ricardo Piglia, argentinsk författare.
- 9 december – Dea Trier Mørch, dansk grafiker och författare.
- 16 december – Lesley Stahl, amerikansk journalist och författare.
- 21 december – Rolf Aggestam, svensk författare och översättare.

## Avlidna
- 3 januari – Henning Ohlson, 56, svensk författare, manusförfattare och sjöman.
- 4 januari – Henri Bergson, 81, fransk filosof och författare, nobelpristagare i litteratur 1927.
- 13 januari – James Joyce, 58, irländsk författare.
- 11 februari – Ruth Milles, 67, svensk skulptör och författare.
- 28 mars – Virginia Woolf, 59, brittisk författare.
- 15 april – Émile Bernard, 72, fransk målare och författare.
- 23 april – Karin Boye, 40, svensk författare.
- 7 augusti – Rabindranath Tagore, 80, indisk författare, nobelpristagare 1913.
- 25 september – Clifford Grey, 54, brittisk skådespelare, författare och manusförfattare.
- 28 september – Axel Ebbe, 73, skånsk skulptör och författare.
- 14 oktober – Hjalmar Söderberg, 72, svensk författare och journalist.
- 31 oktober – Herwarth Walden, 63, tysk författare.

### Fotnoter
1. ↑  ”Nobelpriset i litteratur”. https://www.nobelprize.org/prizes/lists/all-nobel-prizes-in-literature/. Läst 20 mars 2011.
2. ↑  ”Elsa Beskows boktitlar”. Arkiverad från originalet den 14 december 2012. https://web.archive.org/web/20121214172009/http://kampanj.bonniercarlsen.se/beskow/titlar1.htm. Läst 12 april 2011.